# Brignoliella martensi
Espèce
Synonymes
- Paculla martensi Brignoli, 1972

Brignoliella martensi est une espèce d'araignées aranéomorphes de la famille des Tetrablemmidae.

## Distribution
Cette espèce est endémique du Népal.

## Description
La femelle décrite par Shear en 1978 mesure 1 mm.

## Étymologie
Cette espèce est nommée en l'honneur de Jochen Martens.

## Publication originale
- Brignoli, 1972 : Spinnen aus Nepal, I. Paculla martensi n. sp. (Arachnida: Araneae: Pacullidae). Senckenbergiana biologica, vol. 53, p. 95-100.